# محمدعلی مولوی
محمدعلی مولوی (۱۳۰۰ در تبریز- ۱۶ خرداد ۱۳۹۵ در کرمانشاه) پزشک و متخصص ژنتیک و استاد دانشگاه تهران بود. او ملقب به پدر علم ژنتیک ایران است. 

## زندگی
وی بعد از گذراندن دوره عمومی در دانشکده پزشکی برای مدت چهار سال عازم پاریس شد و به عنوان دستیار خارجی، این مدت را در بیمارستان کودکان پاریس گذراند.
وی در سال ۱۳۳۲ پس از بازگشت به تهران وارد کادر هیئت علمی دانشگاه تهران شد و تدریس دروس پزشکی را آغاز کرد.
مولوی در سال ۱۹۶۲ از سوی سازمان بهداشت جهانی برای تکمیل دوران ژنتیک به دانمارک سفر کرد و پس از گذراندن دوره یک‌ماهه عازم آمریکا شد که پس از آن از طرف سازمان بهداشت جهانی به عنوان کارشناس ژنتیک شناخته شد. وی نخستین کسی بود که علم ژنتیک انسانی را در سال ۱۹۳۲ به ایران آورد و آن را به صورت رایگان به مدت سی سال در دانشکده پزشکی تدریس کرد.

## چهره ماندگار
او اولین فردی است که علم ژنتیک انسانی را به ایران آورد و در سال ۱۳۸۹ به عنوان چهره ماندگار انتخاب شد.

## تألیفات
- اصول بیماری‌های ارثی انسان در دو جلد،
- امراض کروموزومی و متابولیک یک جلد،
- دیابت و راهنمای بیماران دیابتی یک جلد،
- ژنتیک عمومی در دوجلد،
- بهبود نسل بشر در یک جلد،
- بیماری‌های عفونی دو جلد،
- مسائل گوناگون پزشکی در هفت جلد،
- رساله به زبان فرانسه راجع به کمبود ویتامین A درایران،
- بیماری‌های شایع ارثی و مادرزادی یک جلد.[۲]